# Outlaw Man
"Outlaw Man" é uma música escrita por David Blue, gravada pela banda Eagles.
É o segundo single do álbum Desperado.

## Paradas
Singles
| Ano  | Single       | Parada                | Posição |
| ---- | ------------ | --------------------- | ------- |
| 1973 | "Outlaw Man" | Billboard Pop Singles | 59      |